# Усеркаф
Усеркаф — фараон Древнего Египта, правивший приблизительно в 2494—2487 годах до н. э. Первый правитель V династии.

## Происхождение Усеркафа

### Данные, почерпнутые изпапируса Весткар
Царствование Усеркафа мало изучено, поскольку очень незначительное число памятников сохранилось с тех времён. Происхождение Усеркафа и отношение его к предыдущей IV династии теряется в глубине веков. Манефон утверждал, что местом происхождения V династии является Элефантина, лежащая на самом юге страны, однако на чём основано это утверждение не известно. Согласно сказке папируса Весткар родиной V династии является местечко Сахебу, по-видимому, находящееся в Дельте, недалеко от Гелиополя, в Летопольском номе (второй ном Нижнего Египта).
В папирусе Весткар сохранилось древнее предание о происхождении V династии. Однажды к строителю Великой пирамиды фараону Хуфу пришёл старый провидец, или чародей, по имени Джеди. Показав ему несколько чудес, он произнёс пророчество. Джеди сказал, что в городе Солнца Оне (Гелиополе) живёт жрец солнечного бога Ра, которого зовут Усерра. Жена жреца Реджедет скоро должна разрешиться от бремени. Она родит троих сыновей, отцом которых является не кто иной как солнечный бог. Старший из трёх сыновей станет верховным жрецом солнца, а позже каждый из братьев в своё время станет фараоном.
Несмотря на то, что папирус Весткар датируется эпохой гиксосов (то есть отдалён от V династии огромным периодом времени приблизительно в 1000 лет) и по своей сути является не чем иным, как сборником сказок, но особое почитание бога Ра, главного бога Гелиополя, во времена фараонов V династии делает эту версию более предпочтительной. Вообще, согласно сказке, приход к власти первых трёх фараонов V династии — Усеркафа, Сахура и Какаи — ставится в тесную связь с культом бога Ра. Об этом совершенно определённо говорят следующие моменты сказки:
- Во-первых, дети (будущие фараоны) рождаются от Реджедет жены жреца бога Ра;
- Во-вторых, подлинным их отцом является сам бог Ра. В ответ на вопрос Хуфу, кто такая Реджедет, колдун Джеди отвечает, что она — «жена жреца Ра, владыки Сахебу, которая беременна тремя детьми от Ра, владыки Сахебу»;
- В-третьих, по предназначению самого Ра они должны стать царями — в том же ответе Джеди Хуфу о том, кто такая Реджедет, Джеди говорит, что Ра сообщил ей, что они будут править Египтом. Когда Ра посылает богинь и Хнума облегчить роды Реджедет, он также говорит о том, что эти дети — будущие цари;
- В-четвёртых, в том же ответе Джеди Хуфу сказано, что старший из этих трёх детей (то есть Усеркаф) будет верховным жрецом Ра в Гелиополе.

Сказка папируса Весткар противопоставляет царей, родившихся от Реджедет, Хуфу и его роду, то есть, выражаясь современными историческими терминами, противопоставляет V династию IV династии. Это видно из следующих моментов сказки:
- Когда Хуфу узнаёт от Джеди, что дети Реджедет будут царями, он очень огорчается, и колдун даже утешает его, говоря, что сын и внук Хуфу будут ещё царствовать;
- Угроза служанки донести Хуфу на Реджедет, что последняя родила трёх царей, совершенно определённо свидетельствует о том, что Хуфу относился враждебно к новорождённым.

Это противостояние как бы подтверждает и устное народное предание, записанное Геродотом и Диодором, утверждающее, что фараоны IV династии своими непомерными налогами и трудовыми повинностями окончательно довели народ, который восстал, положив конец этой династии.
На основании данных папируса Весткар можно сделать следующие выводы: V династия происходила из среды жрецов Ра или пришла к власти при их помощи. Три первых фараона этой династии, а именно Усеркаф, Сахура и Какаи, были братьями, сыновьями жреца Ра из Гелиополя, причём Усеркаф, до принятия титула фараона, сам был верховным жрецом храма Ра в Гелиополе. Утверждение сказки, что три брата были на самом деле сыновьями бога Ра, может говорить скорее об обратном. Цари V династии могли принадлежать к иной семье, и притом весьма скромного происхождения, раз жрецы захотели прикрыть их рождение чудесной историей. Будь они потомками фараонов IV династии, этого бы делать не пришлось.
Легенда создана для легитимности перехода власти в руки иной династии. Не сделай жрецы этого, престиж власти фараона мог бы сильно пострадать в глазах народа. Наконец, сам переход власти от одной династии к другой сопровождался какими то беспорядками и волнениями в стране, запечатлевшимися в памяти народа, на которые намекает весь ход событий сказки и воспоминания о которых позднее были переданы в рассказах Геродота и Диодора.

### Археологические данные
Однако в памятниках никакого противостояния между династиями не обнаруживается. Культ царей IV династии поддерживался во времена V династии. Вельможи, жившие при IV династии, нисколько не утратили расположение фараонов V династии. Вельможа Пташепсес был женат на дочери Шепсескафа — Маатха (Кхамаат). Чати (визирь) Усеркафа Сехемкара был сыном Хефрена. Тем не менее эти вельможи, теснейшим образом связанные узами родства с IV династией, процветали и при царях V династии.
В одной из надписей найденных в Гизе некая царица Хенткаус (Hnt-K3 w-s) названа «Матерью двух царей Верхнего и Нижнего Египта, дочерью бога (то есть фараона), которая говорит о всяких хороших вещах, которые для неё выполняются (обычное обозначение египетских цариц)». Таким образом, Хенткаус была дочерью царя, царицей и матерью двух царей. Эта же царица известна из отрывков иератических папирусов, найденных в Абусире. Папирусы же эти происходят из заупокойного храма третьего царя V династии Нефериркара Какаи. После смерти Нефериркара Какаи в его заупокойном храме отправлялся культ этой самой царицы Хенткаус и во фрагментах одной надписи о ней говорится следующим образом: «постоянная любимая царём Нефериркара Хенткаус, подруга Хора (то есть царя), царица, мать царя». Таким образом, Хенткаус была матерью Нефериркара Какаи. Но кроме того, она была матерью ещё одного царя V династии. Им мог быть только один из первых царей этой династии — Усеркаф или Сахура, так как цари после Нефериркара слишком удалены во времени; ведь сама Хенткаус принадлежала к IV династии, она была дочерью Менкаура. Вероятнее всего предположить, что Хенткаус была женой Усеркафа и матерью его сыновей Сахура и Нефериркара Какаи.
Таким образом, Усеркаф получил престол через свою жену Хенткаус, дочь законного фараона Менкаура, из чего следует, что линия родства между IV и V династиями не прерывалась, и, по сути дела, V династия является непосредственным продолжением IV династии.
Неясны также родственные отношения Усеркафа к царице по имени Неферхетеп (Neferhetepes), вероятно, являющуюся идентичной с одноимённой дочерью Джедефра, которая была погребена в пирамиде, находящейся в ареале пирамиды Усеркафа. Возможно, она была матерью Усеркафа.
Таким образом, из археологических данных следует, что V династия была связана с IV династией по материнской линии. Усеркаф, по-видимому, был сыном царицы Неферхетеп, и, следовательно, внуком фараона Джедефра. Он был женат на дочери Менкаура Хенткаус и являлся отцом следующих за ним фараонов Сахура и Неферикара Какаи. Никаких данных о насильственном свержении IV династии фараоном Усеркафом не наблюдается, а если какие-то волнения в конце IV династии и были, то Усеркаф и его потомки вряд ли были к ним причастны.
В гробнице в Техне была найдена надпись, содержащая последнюю волю вельможи Никакнха, жившего во времена правления Усеркафа. Он сообщает, что некогда был управителем дворца и начальником «новых городов», а также что Усеркаф назначил его на весьма доходную должность жреца богини Хатхор в Техне, которую обеспечивали некие земельные пожертвования, сделанные царём Менкаура. И вот названный Никакнх завещал эти владения своим детям, каждый из которых в свою очередь исполнял его обязанности в этом месте в течение нескольких недель в году. Своё личное владение он завещал старшему сыну. Он написал: «Когда я отправлюсь к прекрасному западу, эти дети мои будут действовать как жрецы Хатхор, подобно [тому, как] делал я сам». Эта надпись важна, поскольку доказывает, что к пожалованиям фараона Менкаура при новой династии всё ещё относились с уважением.
За исключением упоминания о прибытии 70-ти чужеземных женщин в Египет и некоторой его культовой деятельности, проявляющей особый интерес к Дельте, ничего более не известно о политической деятельности Усеркафа. Имя Усеркафа найдено на скалах у первых порогов, что, возможно, говорит о его военных действиях с нубийскими племенами.

## Имена фараона
Усеркаф выбрал в качестве хорового имени имя Иримаат, которое означало «Истина свершилась» и, возможно, имело отношение к пророчеству. Также он принял имя и титул «Добрый бог, Небхаи», то есть «Владыка Восхождения». Манефон называет его Усерхере(с), что является поздней интерпретацией имени Усеркара, «Могуч дух Ра». Однако в источниках того времени такой вариант имени не встречается. В качестве Тронного имени или, иными словами, царя Верхнего и Нижнего Египта его звали Усеркаф, «Могуч его Дух».
| G5 |

| G5 |

| D4 | U1 | Aa11 · X1 |

| D4 | U1 | Aa11 · X1 |

| G16 |

| G16 |

| G16 | D4 | U1 | Aa11 · X1 |

| G16 | D4 | U1 | Aa11 · X1 |

| G8 |

| G8 |

| F35 · G7 · S12 |

| F35 · G7 · S12 |

| nswt&bity |

| nswt&bity |

| G43 | F12 | S29 | D28 · I9 |

| G43 | F12 | S29 | D28 · I9 |

| G43 | F12 | S29 | D28 · I9 |

| G43 | F12 | S29 | D28 · I9 |

| G43 | F12 | S29 | D28 · I9 |

| G43 | F12 | S29 | D28 · I9 |

| G43 | F12 | S29 | D28 · I9 |

| G43 | F12 | S29 | D28 · I9 |

| F12 | S29 | D28 · I9 |

| F12 | S29 | D28 · I9 |

| F12 | S29 | D28 · I9 |

| F12 | S29 | D28 · I9 |

| F12 | S29 | D28 · I9 |

| F12 | S29 | D28 · I9 |

| F12 | S29 | D28 · I9 |

| F12 | S29 | D28 · I9 |

| Ba15 | N5 | F12 | S29 | D21 · D40 | Ba15a | D28 | Z1 |

| Ba15 | N5 | F12 | S29 | D21 · D40 | Ba15a | D28 | Z1 |

| Ba15 | N5 | F12 | S29 | D21 · D40 | Ba15a | D28 | Z1 |

| Ba15 | N5 | F12 | S29 | D21 · D40 | Ba15a | D28 | Z1 |

| Ba15 | N5 | F12 | S29 | D21 · D40 | Ba15a | D28 | Z1 |

| Ba15 | N5 | F12 | S29 | D21 · D40 | Ba15a | D28 | Z1 |

| Ba15 | N5 | F12 | S29 | D21 · D40 | Ba15a | D28 | Z1 |

| Ba15 | N5 | F12 | S29 | D21 · D40 | Ba15a | D28 | Z1 |

## Почитание Ра

### Дарения храмам согласно надписям Палермского камня
Палермский камень, отрывок летописи Древнего царства говорит о том, что цари V династии культу Ра действительно оказывали большое внимание. До Усеркафа данные этой летописи ничего не упоминают о культе бога Ра. Зато начиная со времён Усеркафа там обнаруживается ряд сведений о таких мероприятиях царей V династии, которые свидетельствуют об их приверженности богу Ра и другим богам Гелиополя.
Палермский камень повествует об установлении Усеркафом (видимо, на пятом-шестом году своего правления) жертвенных даров богам Гелиополя хлебом, пивом, скотом и птицей. Для бога Ра он даровал пахотные земли в номах Нижнего Египта. Однако Усеркаф проявлял такое благочестие не только в отношении божеств Гелиополя и бога Ра; из того же Палермского камня следует, что его заботы простирались и на других богов, хотя и в несколько меньших размерах. Богатые пожалования земли или продуктов были сделаны дочери Ра богине Хатхор, богам из Дома Хора (для них в Буто была построена часовня), редко упоминаемому богу Сепа (в честь него был возведён храм), покровительнице Южного Египта богине-коршуну Нехбет, покровительнице Северного Египта богине-кобре Уаджет, богам в Святилище Юга (возможно, имеется в виду Иераконполь или даже Элефантина — родной город предков царской семьи). Благодаря этим действиям Усеркаф вполне заслужил титул «Любимый богами», обнаруженный на его цилиндрической печати, которая в настоящее время хранится в Британском музее.
Из всего вышеперечисленного не следует, что культ Ра возник именно с воцарением Усеркафа, он существовал и ранее. Так титулом «сын Ра» пользовался ещё Хафра, а сам Усеркаф этим титулом не пользовался. Таким образом, со вступлением на престол этого фараона, Ра стал пользоваться не исключительным, а преимущественным положением.

### Солнечный храм
Со времени Усеркафа началось строительство «солнечных храмов», получивших такое название потому, что в название каждого из них входит составной частью имя бога Солнца Ра. Почти каждый царь V династии считал своим долгом построить такой храм. Первый храм, получивший название Нехен-Ра («Двор жертвоприношений Ра»), был выстроен Усеркафом. Место для строительства он выбрал на краю пустынного плоскогорья, к западу от Нильской долины, в области Мемфиса, в местечке Абу-Гураб, близ Абусира. Вслед за ним там размещали свои храмы и остальные фараоны V династии. Там же они строили и свои пирамиды, хотя пирамида самого Усеркафа находилась в некрополе III династии в Саккара.
Руины храма были откопаны в 1954 году. Храм имел основание 44 × 83 м. Важнейшей частью этого храма было обширное, ничем не крытое пространство, в центре которого на пьедестале возвышался огромный каменный обелиск, перед которым на особом алтаре совершались жертвоприношения и богослужение. Обелиск в этих храмах играл решающую роль и даже в написании храмов служил детерминативом. Согласно записи на Палермском камне Усеркаф наделил свой солнечный храм наделом пахотной земли в 24 аруры (более 6,5 га) и в пользу храма ежедневно приносил «два быка и два гуся».
Согласно устоявшемуся в науке взгляду, эти храмы были храмами солнечного бога Ра, причём символом божества считается обелиск. Однако есть и другая версия. Поскольку сохранившиеся рельефы этих храмов изображают главным образом юбилейные церемонии, то возможно, что это были храмы юбилейного характера. Что касается обелиска, бывшего центральным сооружением в этих храмах, то он нисколько не противоречит этому предположению, так как в более поздние времена в юбилейных целях часто воздвигались обелиски. Алтарь, расположенный перед обелиском, не был специфическим элементом для этих храмов — он был обычным явлением во всех египетских храмах. Как бы то ни было — были ли храмы выстроены для юбилейных целей, или нет, — отрицать огромную роль культа Ра в этих храмах не приходится.
Чаша из белого камня с названием солнечного храма Усеркафа была обнаружена на острове Китира, что доказывает существование торговли с этим островом.

## Продолжительность правления фараона
Точный срок правления Усеркафа неизвестен. Туринский папирус, имя Усеркафа в котором сохранилось не полностью, указывает 7 лет. Манефон (в версии Африкана), называет этого фараона Усерхересом (др.-греч. Ούσερχέρης) и отводит ему 28 лет.
Наиболее ранняя достоверная дата — упомянутый в Палермском камне «3-й раз счисления скота», под чем понимали подсчёт по всей стране скота с целью взимания налогов. Однако проблема заключается в том, что эти подсчёты, проводившиеся обычно раз в два года, иногда проводились и каждый год. Также в солнечном храме Усеркафа были найдены указания на «5-й подсчёт», а также «год после 5-го подсчёта», но там не сохранилось имени фараона к которому бы относились эти указания; остаётся неясным до сегодняшнего дня, нужно ли их относить к Усеркафу или они размещены при мероприятиях реконструкции более поздним фараоном, например, Сахура или Нефериркара. Египтологи склонны видеть в этом вопросе более короткий срок правления Усеркафа и принимают его приблизительно в 7 лет.
Для длительного срока указанного Манефоном нет соответствующих хронологических рамок. Так известно, что сын фараона Хафра, Сехемкара, жил при ряде царей и пользовался их благорасположением, а именно: сначала своего отца Хафра, затем Менкаура, Шепсескафа, Усеркафа и, наконец, Сахура. Таким образом, смена этих царей произошла на протяжении одной человеческой жизни. Из знаменитой надписи Птахшепсеса узнаём, что этот вельможа родился в царствование царя IV династии Менкаура, и был ещё современником Ниусерра, шестого царя V династии.
Надпись в гробнице вельможи Нехерпунесу повествует о том, что он жил и пользовался благорасположением следующих царей: Джедефра, Хафра, Менкаура, Шепсескафа, Усеркафа и Сахура.

## Погребальный комплекс Усеркафа

### Пирамида
Пирамида Усеркафа, названная Уаб-сут («Место очищения» или «Чистое место») находится в Саккаре, к востоку от северо-восточного угла погребального ансамбля Джосера. Она имела небольшие размеры, особенно в сравнении с монументами предшественников фараона из IV династии. Пирамида построена из грубо обработанных каменных блоков и так небрежно, что после утраты наружной облицовки она частично осела и сейчас уже мало чем напоминает пирамиду, а скорее похожа на груду камней. По-видимому, уже в Саисскую эпоху пирамида была в таком состоянии, что от её реставрации отказались. В качестве стройматериала для внутренней кладки использовался известняк местного происхождения, более тонкие блоки для внешней облицовки добывались в каменоломнях Тура. Площадь её основания первоначально составляла 70,37×70,37 метра, а высота — 44,53 метра: она была меньше любой из построенных до неё царских пирамид. В Новое время первое её обследование провёл в 1839 году Перринг. Наиболее хорошо сохранившаяся её сторона имела тогда длину 63,8 метра, высшая точка находилась на высоте 32,8 метра; ныне пирамида Усеркафа стала ещё на несколько метров ниже.
Покрытый гранитом вход в подземные покои пирамиды, находится с северной стороны, но уже не на некоторой высоте как в пирамидах IV династии, а был расположен на уровне земли. Он был обнаружен Перрингом и Визом. Оттуда ведёт вниз сначала нисходящий ход, который переходит в горизонтальную штольню. За блокирующим устройством имеется ответвление на восток к T-образной камере для погребальной утвари. Главный проход ведёт дальше на юг к помещению, к которому с запада примыкала погребальная камера, находящаяся примерно на 10 метров ниже основания пирамиды. Камера имеет размеры (7,8 × 3,1 метра) и на её полу были найдены остатки базальтового саркофага, разбитого грабителями, которые проникли в пирамиду по специально прорубленной для этой цели шахте.

### Заупокойный храм
С восточной стороны к пирамиде примыкал небольшой заупокойный храм, но главное святилище было выстроено с южной стороны, где находился очень крутой склон. Храм был построен из известняка и облицован гранитом, полы в нём были вымощены базальтовыми плитами. Заупокойный храм в честь умершего владыки имеет сравнительно большие размеры по отношению к пирамиде, чем аналогичные храмы при более ранних пирамидах. Этот сильный акцент в увеличении размеров заупокойного храма принимается и наследниками Усеркафа из V и VI династий; однако, его расположение с южной стороны пирамиды в последующем больше не повторялось и оставалось как и ранее при IV династии на восточной стороне. Храм давно уже развалился, и в Саисскую эпоху на его месте построили несколько гробниц. Однако можно реконструировать три его основные части: восточная входная часть, с входом на южном участке его восточной стороны; средняя часть, которая охватывала открытый двор с трёх сторон окружённый колоннами и святилище с пятью нишами для статуй царя; а также западная часть, в которой находилась маленькая пирамида (примерно 22×22 метра), которая, видимо, выполняла ритуальную функцию. Во дворе колонного зала были найдены многочисленные фрагменты рельефов и голова монументальной скульптуры. Пирамида и заупокойный храм были обнесены каменной стеной.
Нижний храм долины и восходящая дорога, которая связывала бы его с заупокойным храмом, до сих пор не найдены. К югу от заупокойного храма Усеркафа находится пирамида (примерно 25×25 метров) царицы Неферхетеп, которая составляла отдельный поминальный комплекс, не связанный с памятником Усеркафа.
Позднее исследования здесь проводились Фирсом, а совсем недавно[когда?] этот комплекс начала изучать египетская Служба древностей. Находки в окрестностях пирамиды Усеркафа оказались гораздо важнее всего, что было найдено в ней самой. В развалинах заупокойного храма, под остатками саисских построек, Фирс выкопал обломки каменных плит; когда он очистил их от налипшей земли и соединил, получились великолепные рельефы, изображавшие охоту Усеркафа в зарослях Нильской дельты. У ограды Фирс нашёл огромную голову из розового гранита, оставшуюся от статуи сидящего царя. Голова эта без короны, но и так достигает почти трёх четвертей метра в высоту.
Хотя культ Усеркафа пользовался большим уважением на протяжении довольно долгого времени, фараон XII династии Аменемхет I использовал каменные блоки с руин построек Усеркафа для строительства своей пирамиды в Лиште.

### Статуи Усеркафа
По сегодняшний день статуи Усеркаф были найдены в двух местах — в долине его солнечного храма в Абусире и в его заупокойном храме при пирамиде в Саккара. Ни одна из его статуй не сохранилась полностью; наиболее выдающиеся экземпляры — это две хорошо сохранившиеся головы его статуй. Одна из них отрыта в 1957 году при раскопках вблизи солнечного храма Усеркафа в Абу-Гурабе и находится сейчас в Египетском музее Каира (инв. № JE 90220). Она изваяна из песчаника (граувакки) и имеет размеры 45×26×25 см. Выбрав в качестве материала аспидный сланец, скульптор подчеркнул игру света и тени на полированных поверхностях. Скульптуру считают особенно важной, поскольку она среди очень немногих скульптур периода Древнего царства представляет фараона в красной короне Нижнего Египта (дешрет) и без традиционной бороды. Корона Нижнего Египта, простых, строгих форм, как будто вырастает из мягких очертаний головы юного царя. Сохранились остатки нарисованных чёрным цветом усов.
Там же были найдены ещё в 1907 году Людвигом Борхардтом маленькие фрагменты статуй из известняка, гранита и красного песчаника. Кусок алебастра, изображающий рот и подбородок фараона, первоначально принадлежащий статуи почти в натуральную величину, находится сегодня в Египетском музее в Берлине (инв. № 19774).
Следующая, очень хорошо сохранившаяся голова статуи была найдена в 1928 году Сесилем Фиртом в заупокойном храме пирамиды Усеркафа в Саккара и находится сегодня также в собственности Египетского музея в Каире (инв. № JE 52501). Голова выполнена из розового гранита и имеет высоту 75 см. Таким образом, она первоначально принадлежала монументальной скульптуре высотой примерно 4 м (предполагается, что это была сидящая статуя) и являющейся таким образом самой большой известной статуей V династии. Фараон предстаёт здесь также без бороды и в головном платке немес с уреем на лбу. Также в поминальном храме пирамиды были найдены другие фрагменты статуй из гранита и диорита, на которых выбито личное и хорово имена Усеркафа.
| V династия                |                                                                      |                  |
| Предшественник: Шепсескаф | фараон Египта ок. 2504 — 2496 до н. э. (правил приблизительно 7 лет) | Преемник: Сахура |